# Občina Beltinci
Občina Beltinci (slovinsky Občina Beltinci, německy Gemeinde Altfellsdorf) je jednou z 212 občin ve Slovinsku. Nachází se na severovýchodě státu v Pomurském regionu na území historického Zámuří. Občinu tvoří 8 sídel, její rozloha je 62,2 km² a k 1. lednu 2017 zde žilo 8 233 obyvatel. Správním střediskem občiny je vesnice Beltinci.

## Členění občiny
Občina se dělí na sídla:
- Beltinci
- Bratonci
- Dokležovje
- Gančani
- Ižakovci
- Lipa
- Lipovci
- Melinci